# Diterpeni
I diterpeni sono una classe di terpeni costituiti da quattro unità isopreniche, aventi formula bruta C20H32. I diterpeni possono essere lineari (aciclici) o contenere anelli (ciclici). Quando i diterpeni sono modificati con reazioni tali da portare alla formazione di gruppi funzionali contenenti atomi diversi dal carbonio, come gruppi idrossilici, carbonilici o contenenti azoto, vengono chiamati diterpenoidi. Molti autori con il termine diterpene indicano anche i vari diterpenoidi.

## Esempi di diterpeni
- Acido abietico
- Afidicolina
- Cafestol
- Cembrene
- Ferruginolo
- Forskolin
- Guanacastepene A
- Kahweolo
- Labdane
- Lagochilina
- Sclarene
- Stemarene
- Steviolo
- Taxadiene (precursore del taxolo)
- Tiamulina

## Diterpeni aciclici
Anche se strutturalmente possono sembrare sintetizzati per polimerizzazione dell'isoprene, i dioterpeni sono biosintetizzati dagli organismi da gruppi acetilici dell'acetil-coenzima A (acetil-CoA) attraverso la via metabolica dell'HMG-CoA reduttasi, o Via metabolica dell'acido mevalonico, utilizzando come precursore il Geranilgeranil pirofosfato.

## Diterpeni ciclici
I diterpeni ciclici sono una classe di terpeni costituiti da quattro unità isopreniche (C₅H₈), per un totale di venti atomi di carbonio (C₂₀H₃₂), caratterizzati dalla presenza di una o più strutture ad anello nella loro conformazione chimica. Questi composti sono ampiamente distribuiti in natura e svolgono ruoli biologici significativi, soprattutto nelle piante, dove partecipano a processi di difesa e regolazione della crescita.
Struttura e Classificazione
La struttura ciclica dei diterpeni può variare notevolmente, portando a una diversità di composti con differenti proprietà chimiche e biologiche. In base al numero e al tipo di anelli presenti, i diterpeni ciclici possono essere suddivisi in diverse sottoclassi, tra cui:
- Monociclici: contenenti un singolo anello.
- Biciclici: con due anelli condensati.
- Triciclici: con tre anelli.
- Tetraciclici e oltre: con quattro o più anelli.

Esempi Significativi
Alcuni esempi di diterpeni ciclici includono:
- Gibberelline: ormoni vegetali che regolano la crescita e influenzano vari processi dello sviluppo nelle piante.
- Acido abietico: presente nelle resine delle conifere, contribuisce alle proprietà protettive della pianta.
- Taxadiene: precursore del taxolo, un importante agente chemioterapico utilizzato nel trattamento di vari tipi di cancro.

Biosintesi
La biosintesi dei diterpeni ciclici avviene attraverso la via metabolica dell'acido mevalonico, partendo dall'acetil-CoA. Il geranilgeranil pirofosfato (GGPP) funge da precursore chiave, subendo ciclizzazioni enzimatiche specifiche che portano alla formazione delle diverse strutture cicliche caratteristiche di questi composti.
Ruoli Biologici e Applicazioni
Oltre al loro ruolo nelle piante, alcuni diterpeni ciclici hanno trovato applicazioni in campo medico e industriale. Ad esempio, il taxolo, derivato dal taxadiene, è utilizzato come farmaco antitumorale. Altri diterpeni mostrano attività antimicrobiche, antinfiammatorie e altre proprietà farmacologiche di interesse.